# 鰭ケ崎

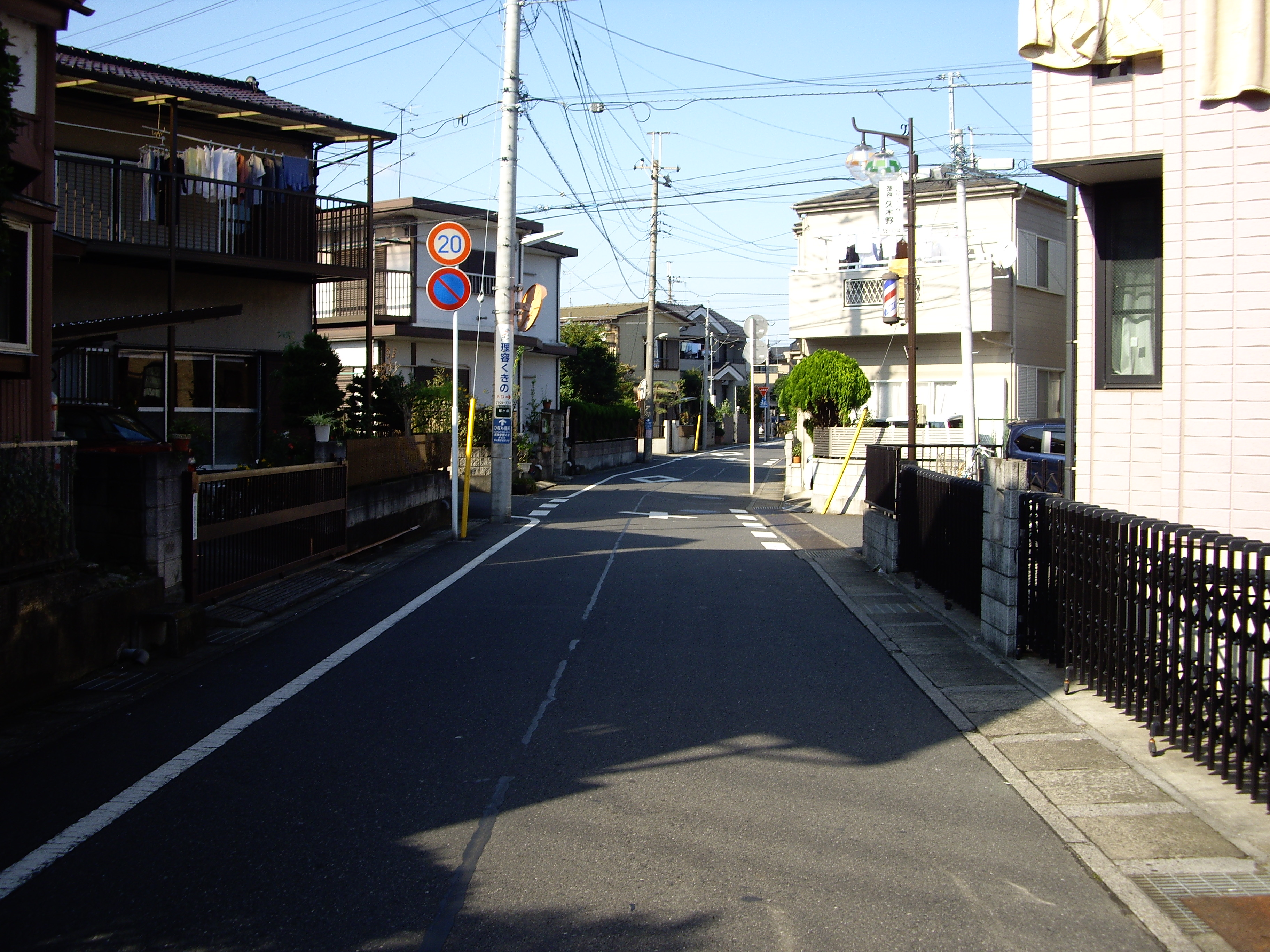
大字鰭ケ崎字西川端

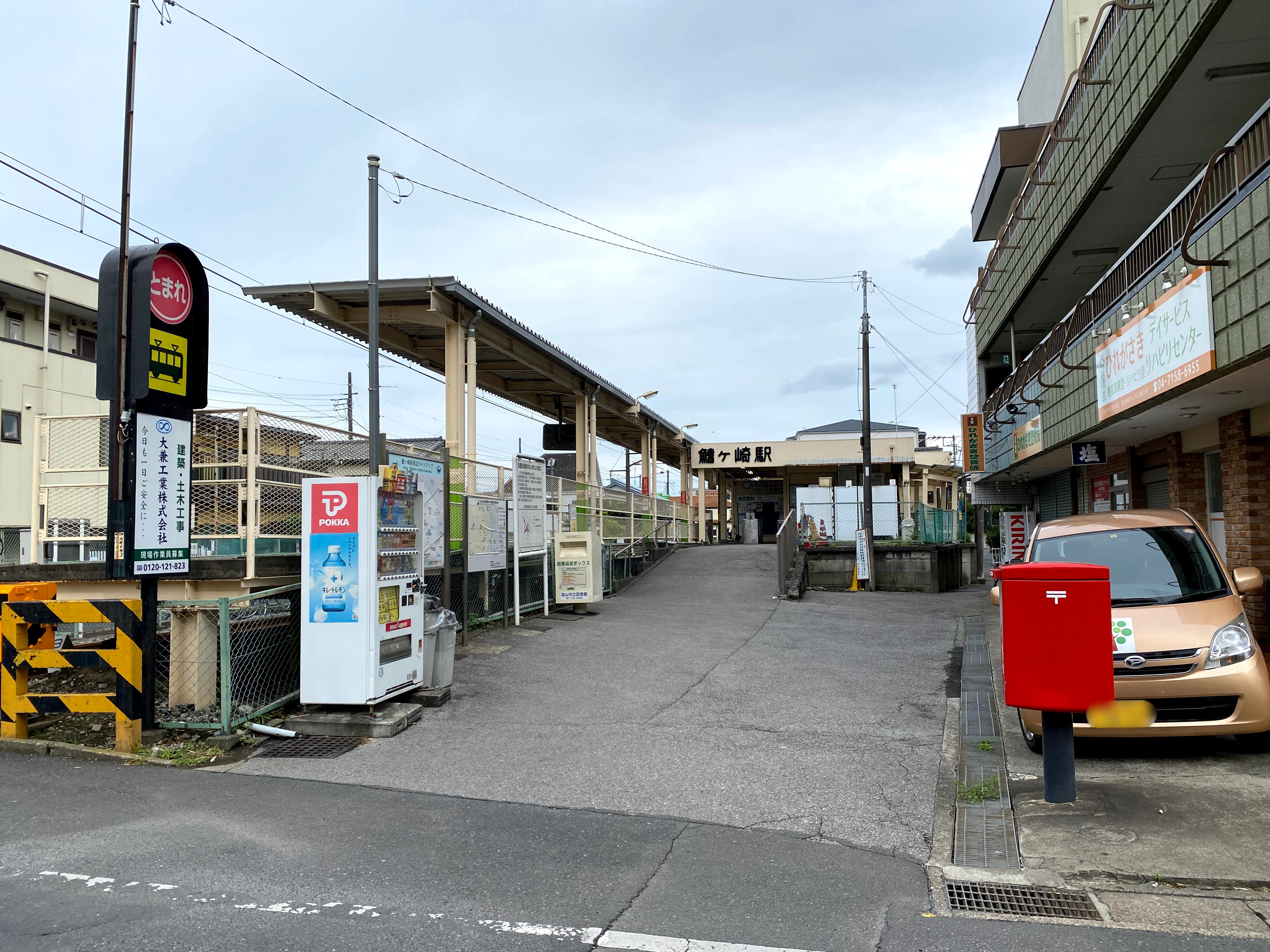
鰭ヶ崎駅北西側出入口（大字鰭ケ崎字宮ノ後）

鰭ケ崎（ひれがさき）は、千葉県流山市の地名。町である地番整理施行地区（鰭ケ崎）と、大字である未施行地区（大字鰭ケ崎）があるが、本項目では両方取り上げる。郵便番号は鰭ケ崎、大字鰭ケ崎共に270-0161。
住民基本台帳に基づく2010年（平成22年）10月1日現在の面積は鰭ケ崎が0.1225147km2、大字鰭ケ崎が0.7529625km2の計0.8754772km2。

## 地理
流山市南部に位置する。地域内には1969年（昭和44年）～1979年（昭和54年）にかけて組合施行によって区画整理された地域、1998年（平成10年）～1999年（平成11年）にかけて組合施行によって区画整理された地域があり、現在は隣接する西平井地区とともに市が土地区画整理事業を行っている。事業期間は1998年度（平成10年度）～2016年度（平成28年度）。
地番整理が行われているのは最も南の地域で、JR武蔵野線・首都圏新都市鉄道つくばエクスプレス南流山駅が近接する。また、大字鰭ケ崎の中央部に流鉄流山線鰭ヶ崎駅がある。
東は松戸市大金平・幸田、西は流山・南流山、南は南流山、北は宮園、思井・西平井と接している。

### 地価
住宅地の地価は、2015年（平成27年）1月1日の公示地価によれば、鰭ケ崎字宮後1338番2外の地点で12万6000円/m2となっている。

## 歴史
平安時代、弘法大師がこの地に立ち寄った際に竜から御衣木を捧げられ、薬師如来を彫った。その際、木の先に竜の鰭先が少し残っていたことにより、この地が「鰭ケ崎」と呼ばれるようになったとされる。

### 沿革
- 1869年（明治2年）　葛飾県葛飾郡鰭ケ崎村となる。
- 1871年（明治4年）　廃藩置県により印旛県葛飾郡鰭ケ崎村となる。
- 1873年（明治6年）　県の統合及び、郡の分割により千葉県東葛飾郡鰭ケ崎村となる。
- 1889年（明治22年）　東葛飾郡流山町、加村、西平井村、木村、三輪野山村と合併し、東葛飾郡流山町大字鰭ケ崎となる。
- 1951年（昭和26年）4月1日　八木村、新川村と合併し、東葛飾郡江戸川町大字鰭ケ崎となる。
- 1952年（昭和27年）1月1日　江戸川町が流山町に改称。再び、東葛飾郡流山町大字鰭ケ崎となる。
- 1967年（昭和42年）1月1日　市制施行により、流山市大字鰭ケ崎となる。
- 1988年（昭和63年）6月4日　大字鰭ケ崎の一部から鰭ケ崎が分離する。

## 町名の変遷
ここでは、地番整理を行っている｢鰭ケ崎｣について記載する。
| 実施後 | 実施年月日   | 実施前（各町名ともその一部）                             |
| ------ | ------------ | -------------------------------------------------------- |
| 鰭ケ崎 | 1988年6月4日 | 大字鰭ケ崎字橋本・字中橋・字桑原・字中通・字高田の各一部 |

## 小字
鰭ケ崎には17の小字が存在する。ここでは西から順に列挙する。
- 高田（昭和63年に一部が鰭ケ崎の地番整理地区、南流山四・五丁目に編入）
- 谷津
- 塚ノ越
- 塚ノ腰
- 大境
- 塚ノ腰台
- 桑原（昭和63年に一部が地番整理と同時に小字廃止）
- 宮ノ後
- 根柄前
- 背戸谷
- 上川端
- 西川端
- 下川端
- 小沼
- 中島
- 前谷原
- 横須賀境

消滅した小字
| 小字名   | 廃止年             | 備考                           |
| -------- | ------------------ | ------------------------------ |
| 中通     | 1988年（昭和63年） | 一部が地番整理と同時に小字廃止 |
| 中橋     | 1988年（昭和63年） | 一部が地番整理と同時に小字廃止 |
| 橋本     | 1988年（昭和63年） | 一部が地番整理と同時に小字廃止 |
| 小沼     | 1988年（昭和63年） | 南流山二・三・四丁目に編入     |
| 前谷原   | 1988年（昭和63年） | 南流山一・二・三・四丁目に編入 |
| 横須賀境 | 1988年（昭和63年） | 南流山一・二丁目に編入         |

## 世帯数と人口
2021年（令和3年）6月1日現在の世帯数と人口は以下の通りである。
| 大字・町丁                             | 世帯数    | 人口    |
| -------------------------------------- | --------- | ------- |
| 鰭ケ崎（1丁目・2丁目含む）・大字鰭ヶ崎 | 3,408世帯 | 7,403人 |

- このうち「大字鰭ヶ崎」居住者が最も多く、世帯数2776世帯・人口6058人である。

## 小・中学校の学区
市立小・中学校に通う場合、学区は以下の通りとなる。
| 大字・丁目               | 番地 | 小学校               | 中学校               |
| ------------------------ | ---- | -------------------- | -------------------- |
| 鰭ケ崎・大字鰭ヶ崎の全域 | 全域 | 流山市立鰭ヶ崎小学校 | 流山市立南流山中学校 |

## 施設
- 鰭ヶ崎駅 - 大字鰭ケ崎字宮ノ後
- 流山市立鰭ケ崎小学校 - 鰭ケ崎
- 流山鰭ケ崎郵便局 - 大字鰭ケ崎字宮ノ後
- 千葉愛友会記念病院 - 鰭ケ崎
- 東福寺 - 大字鰭ケ崎字塚ノ腰台
- 雷神社 - 大字鰭ケ崎字中島
- 千仏堂 - 大字鰭ケ崎字高田
- 鰭ケ崎三本松古墳（前方後円墳）
- 首都圏新都市鉄道鰭ケ崎変電所
- 京北スーパー鰭ケ崎店 - 大字鰭ケ崎字背戸谷